# 于翼
于翼（6世紀—582年），字文若，代人，鮮卑人，本姓萬忸于氏，西魏、北周、隋朝官员。

## 生平
于翼十一岁时，娶宇文泰之女平原公主，开始为员外散骑侍郎，封安平县公，食邑一千户。随从宇文泰征伐有功，大统十六年（550年），进爵安平郡公，加官大都督，领宇文泰帐下左右，宿卫禁中。转任武卫将军。西魏恭帝时，任车骑大将军、左宫伯。周孝闵帝宇文觉建立北周，于翼担任渭州刺史，政治宽简，率州兵助贺兰祥讨吐谷浑，转为右宫伯。武成二年（560年），与晋公宇文护同受周明帝遗诏辅佐武帝宇文邕，保定元年（561年），徙军司马。保定三年，改封常山郡公，邑二千九百户。天和初，迁司会中大夫，增邑通前三千七百户。天和三年（568年），周武帝迎娶突厥皇后阿史那氏，命于翼总司仪制。后改任大将军，总领中外宿卫兵事。受权臣宇文护猜忌，转为小司徒，加拜柱国。天和七年（572年），镇守蒲州。
建德二年（573年），出任安、随等六州五防诸军事、安州总管，建德四年（575年），率军随武帝宇文邕东伐，平北齐，破南陈，攻克齐十九城。次年，转任宜阳总管。历任陕州刺史、洛怀等九州诸军事、河阳总管、豫州总管。大象初年，拜大司徒。奉命巡长城，立亭障，西起雁门、东至碣石，创新改旧。转任幽定七州六镇诸军事、幽州总管。大象二年（580年），杨坚为丞相时，拒从尉迟迥举兵讨杨坚，抓住尉迟的使者，进位上柱国，封任国公。
隋朝开皇元年（581年），隋文帝拜他为太尉，开皇二年五月壬戌（582年6月25日）去世，赠本官、加蒲晋怀绛邵汾六州诸军事、蒲州刺史，谥号穆。

## 家族
父于谨。
子于璽，官至上大将军、军司马、江陵总管、黎阳郡公。
子于詮，上仪同三司、吏部下大夫、泽州刺史、常山郡开国公。
- 孙于文雅，于詮之子，唐开府、光禄大夫、检校荣州刺史。
  - 曾孙于榮德，字知节，初以门荫授右卫勋卫，调补巴州录事参军，转秦州清水县令，迁濮州濮阳县令，左迁沁州沁源县令。仪凤四年十一月廿五日卒。夫人太原王氏，右卫郎将王轨之女。长子后己，次子克明，少子瑾。
    - 玄孙于瑾，婺州东阳县令、驾部郎中。

子于讓，仪同三司。
子于筠，金紫光禄大夫、户部尚书。
- 孙于惇，嘉州绥山县令。

子于斌，第六子，隋博州高唐縣令。
- 孫于崇信。

## 延伸阅读
[在维基数据编辑]
 《周書/卷30》，出自令狐德棻《周書》

| 前任： 首任 | 隋朝太尉 581年—582年 | 繼任： 杨广 |